# Benefiet
Benefiet is een term die op twee taalkundige manieren gebruikt wordt:
1. als voorvoegsel met de betekenis van voor het goede doel, bijvoorbeeld in "benefietconcert".
2. als zelfstandig naamwoord met als betekenis een evenement of optreden waarvan de opbrengsten bestemd zijn voor het goede doel, een benefietactie.

De term is ontleend van het Engelse woord benefit, "voordeel" of "opbrengst", al dan niet in financiële zin. De etymologie gaat via het Anglo-Franse benfet, "goed gedaan", terug op het Latijnse benefactum, "goede daad". Het Engelse woord werd voor het eerst als werkwoord einde 15e eeuw gebruikt. De betekenis van "voorstelling of evenement om geld voor de liefdadigheid in te zamelen" werd in het Engels voor het eerst in de jaren 1680 opgetekend.